# Microhyla borneensis
Microhyla borneensis es una especie  de anfibios de la familia Microhylidae.

## Distribución geográfica
Es endémica de Sarawak (Borneo).